# Percy (soundtrack)
Percy is een album (soundtrack) van de Britse rockband The Kinks uit 1971 en was hun laatste album voor platenmaatschappij Pye na een contract van zeven jaar. Het album bestaat naast gewone popliedjes ook uit instrumentale liedjes.

## Tracks
- God's Children – 3:16
- Lola (Instrumentaal) – 4:46
- The Way Love Used to Be – 2:15
- Completely (Instrumentaal) – 3:41
- Running Round Town (Instrumentaal) – 1:06
- Moments – 2:57
- Animals in the Zoo – 2:22
- Just Friends – 2:38
- Whip Lady (Instrumentaal) – 1:20
- Dreams – 3:45
- Helga (Instrumentaal) – 1:57
- Willesden Green – 2:27
- God's Children - End (Instrumentaal) – 0:29

Opnamen: oktober 1970 t/m januari 1971.
Mick Avory · Dave Davies · Ray Davies

John Dalton · Gordon Edwards · Ian Gibbons · John Gosling · Bob Henrit · Andy Pyle · Pete Quaife · Jim Rodford